# Mniadelphus nigricaulis
Mniadelphus nigricaulis là một loài Rêu trong họ Hookeriaceae. Loài này được (Mitt. ex Bosch & Sande Lac.) A. Jaeger mô tả khoa học đầu tiên năm 1877.